# Lemur kata
Lemur kata (Lemur catta) patří do řádu primátů, podřádu poloopic, čeledi denních lemurů (Lemuridae). Patří k nejoblíbenějším a nejvíce chovaným lemurům v zajetí (v zoologických zahradách). Stejně jako ostatní lemuři je ohroženým druhem.

## Historie
Lemuři se objevili na Zemi asi před 58 miliony let. Jméno pochází z latinského Lemures, což byli duchové zemřelých, kteří se prý za nocí ozývali pekelným křikem a nářky (období starověkého Říma). Ve skutečnosti jde o mírumilovné býložravce, živí se však i hmyzem.

## Výskyt a biotop
Stejně jako ostatní lemuři je lemur kata endemitem ostrova Madagaskar. Je nejrozšířenějším druhem čeledi. Obývá listnaté lesy, suchá křovinatá území, vlhké horské lesy a lesní porosty podél břehů řek ve výše položených oblastech na jižním a jihozápadním Madagaskaru. Pobývá převážně v korunách stromů. Vytváří skupinky. Počet zvířat v nich se liší podle regionu a dostupnosti potravy. Většinou kolísá od 6 do 25 zvířat.

## Popis
Lemur kata je poměrně velký druh lemura. K jeho typickým znakům patří dlouhý pruhovaný ocas, který pomáhá udržovat rovnováhu při skocích a slouží mu také k dorozumívání ve vysoké trávě. Délka jeho těla je 39–46 cm, samotného ocasu 56–63 cm, celkově pak 95–110 cm. Váží v průměru 2,2 kg. Má velmi hustou srst. Je zbarvená od šedé po růžově hnědou  a na hrudníku, krku a obličeji je bílá až krémová. Nos je černý. Lemur kata má reflexní vrstvu na sítnici oka, což zlepšuje jeho noční vidění. Také má vlhký, žláznatý nos, stejně jako ostatní druhy lemurů. Kůže lemura katy je černá až šedá, hladká a na rukou usnadňuje pohyb po zemi. Obě pohlaví mají pachové žlázy nad zápěstním kloubem a vylučují páchnoucí, hnědou, lepkavou látku. Lemur kata má štíhlé prsty; palec je oddělen od ostatních prstů na dlani, nejdelší je čtvrtý prst. Druhý prst je malý a slouží k čištění srsti. Má 36 zubů: dva řezáky, jeden špičák, tři premoláry a tři stoličky.

## Potrava
Lemur kata se živí zejména plody a listy tamarindu indického, známého jako kily. Nepohrdne však ani květy, různými bylinami, kůrou, mízou, shnilým dřevem, pavučinou, larvami hmyzu, členovci a malými obratlovci.

## Rozmnožování
Páří se v polovině dubna, mláďata se rodí jako dvojčata v srpnu a září. Zpočátku se drží matce na břiše, později se budou nosit na jejích zádech. Mláďata ochutnávají pevnou stravu již v prvním týdnu. Odstavena jsou v 5–6. měsíci života.

## Chov v zoo
Lemur kata patří mezi nejčastěji chované druhy. V Evropě to představuje takřka 400 zařízení; jen v Česku jde o 19 zoo. Z těch tradičních, založených před rokem 1989, jsou to:
- Zoo Brno
- Zoo Dvůr Králové
- Zoo Hluboká
- Zoo Jihlava
- Zoo Liberec
- Zoo Olomouc
- Zoo Ostrava
- Zoo Plzeň
- Zoo Praha
- Zoo Ústí nad Labem
- Zoopark Vyškov
- Zoo Zlín

Chován je však i v dalších zařízeních:
- Zoo Dvorec
- Zoopark Na Hrádečku, Horní Pěna
- Zoo Chleby
- Zoo Plasy
- Zoopark Zájezd
- Ekocentrum Čapí hnízdo, Olbramovice
- Biopark Teplice

Na Slovensku je chován v Zoo Bratislava (k roku 2020) a Zoo Košice (k roku 2020)
V Chorvatsku je chován v ZOO Záhřeb (k roku 2021).

### Chov v Zoo Praha
První lemur kata přišel do Zoo Praha v roce 1960. První úspěšný odchov se podařil roku 1986. Na dlouhou dobu poslední pak o osm let později, konkrétně 15. března 1994. Během té doby se podařilo odchovat šest lemurů. Dlouhou dobu (1996–2016) pak byla chována jen expoziční samčí skupina. Z původní skupiny se v roce 2016 do nově vzniklé chovné skupiny zapojil jen nejmladší samec, kterého doplnily dvě samice z Paříže a jedna z olomoucké zoo. V roce 2018 tak skupina čítala jednoho samce a tři samice a byla snaha tento druh po letech opět rozmnožit. To se podařilo, když se 16. dubna 2019 narodilo mládě (otec Tali ze Zoo Bratislava, matka Anka z Paříže), první po 25 letech. Další mládě přišlo na svět 11. 5. 2019. 4. března 2020 se samici Ance a samci Talimu narodilo v pořadí druhé mládě. 13. března 2020 přišla na svět dvojčata (matkou samice Móni, otcem Tali). Jednalo se o první mláďata narozená v době uzavření Zoo Praha z důvodu epidemie koronaviru. V tu dobu tak měla skupina osm členů.
Lemuři kata obývají ostrov nedaleko vstupu do zoo. Jejich expozice je pro návštěvníky průchozí. Vznikla v roce 2005.

## Galerie

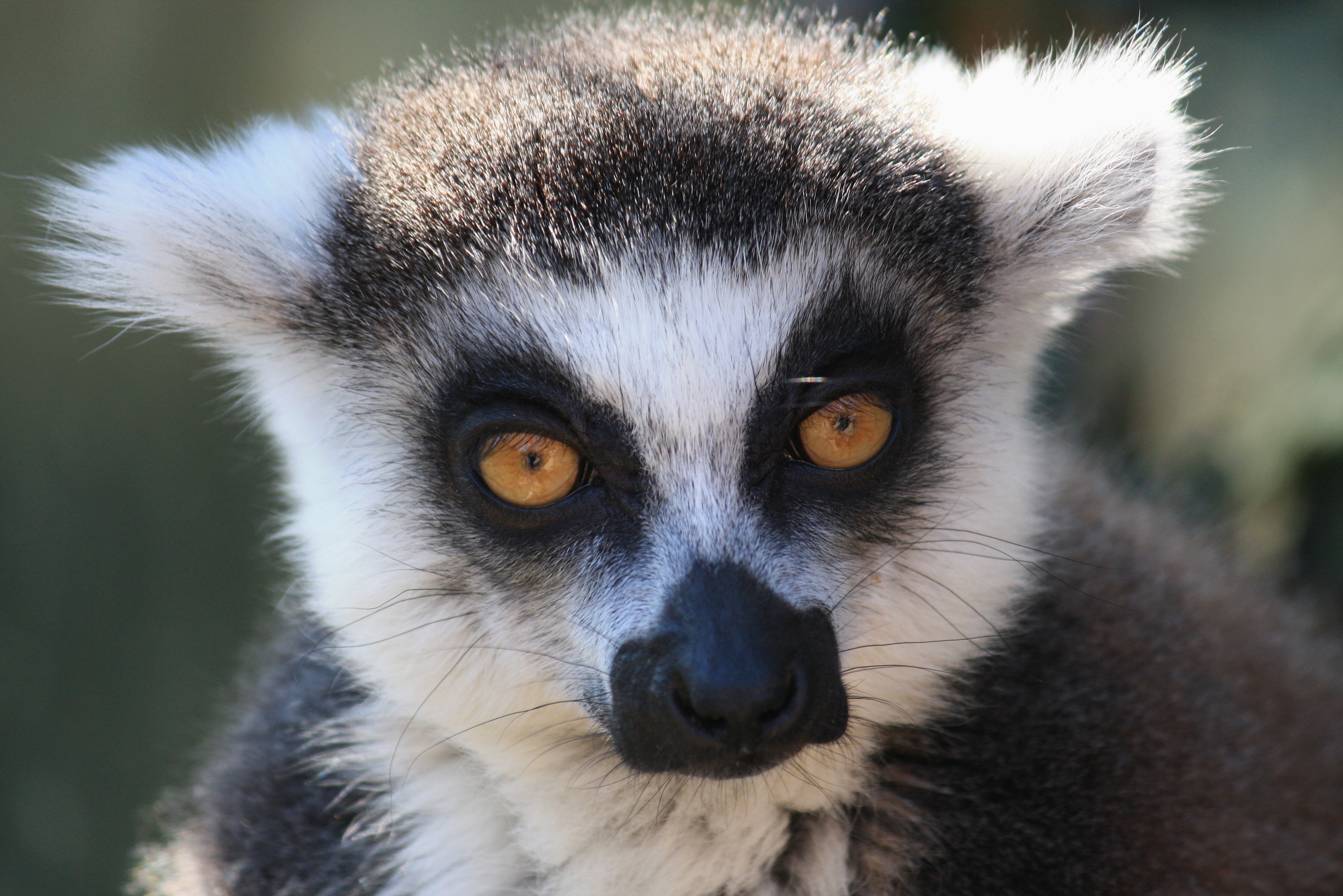
Morfologie hlavy lemura kata, Zoo Praha
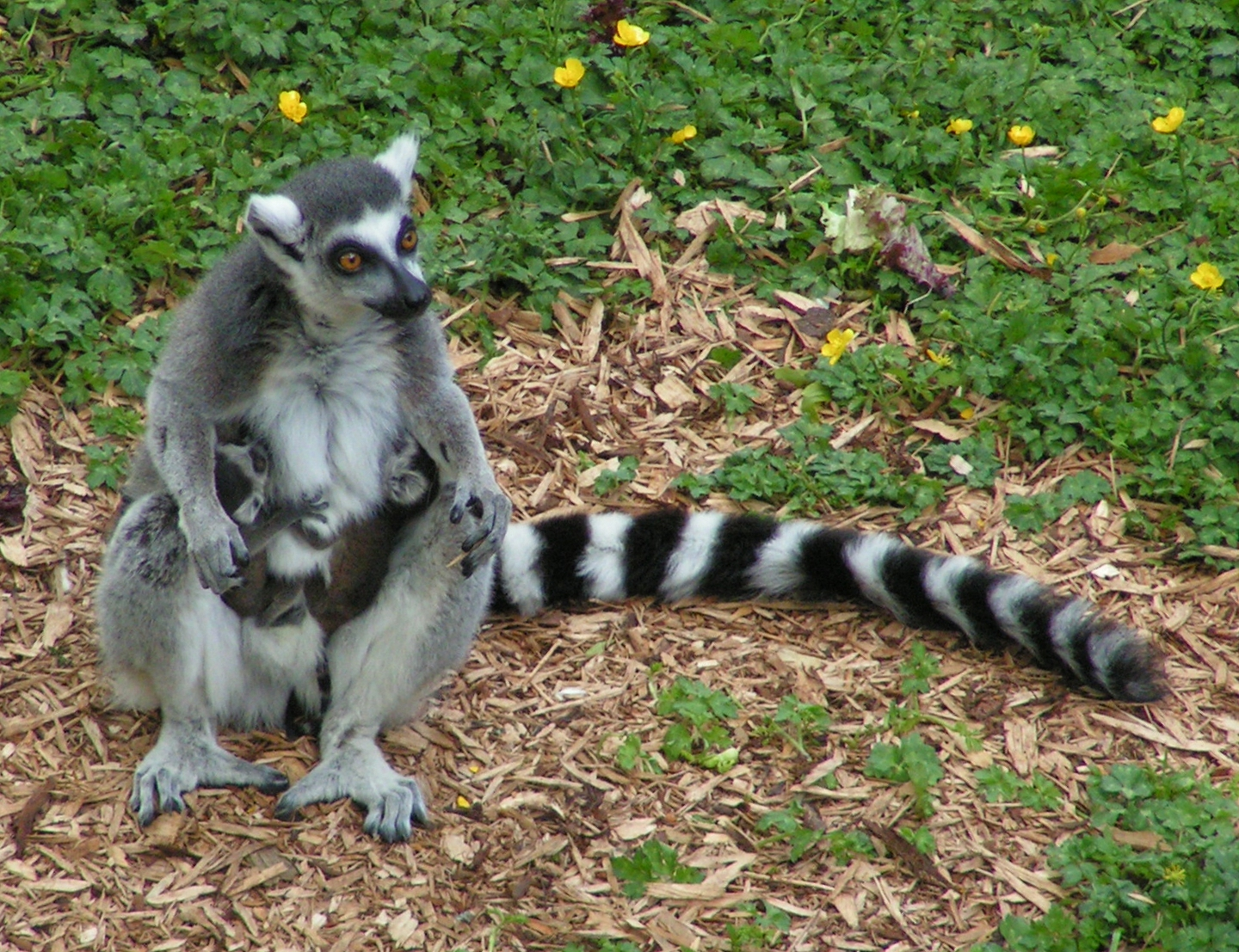
Lemur kata
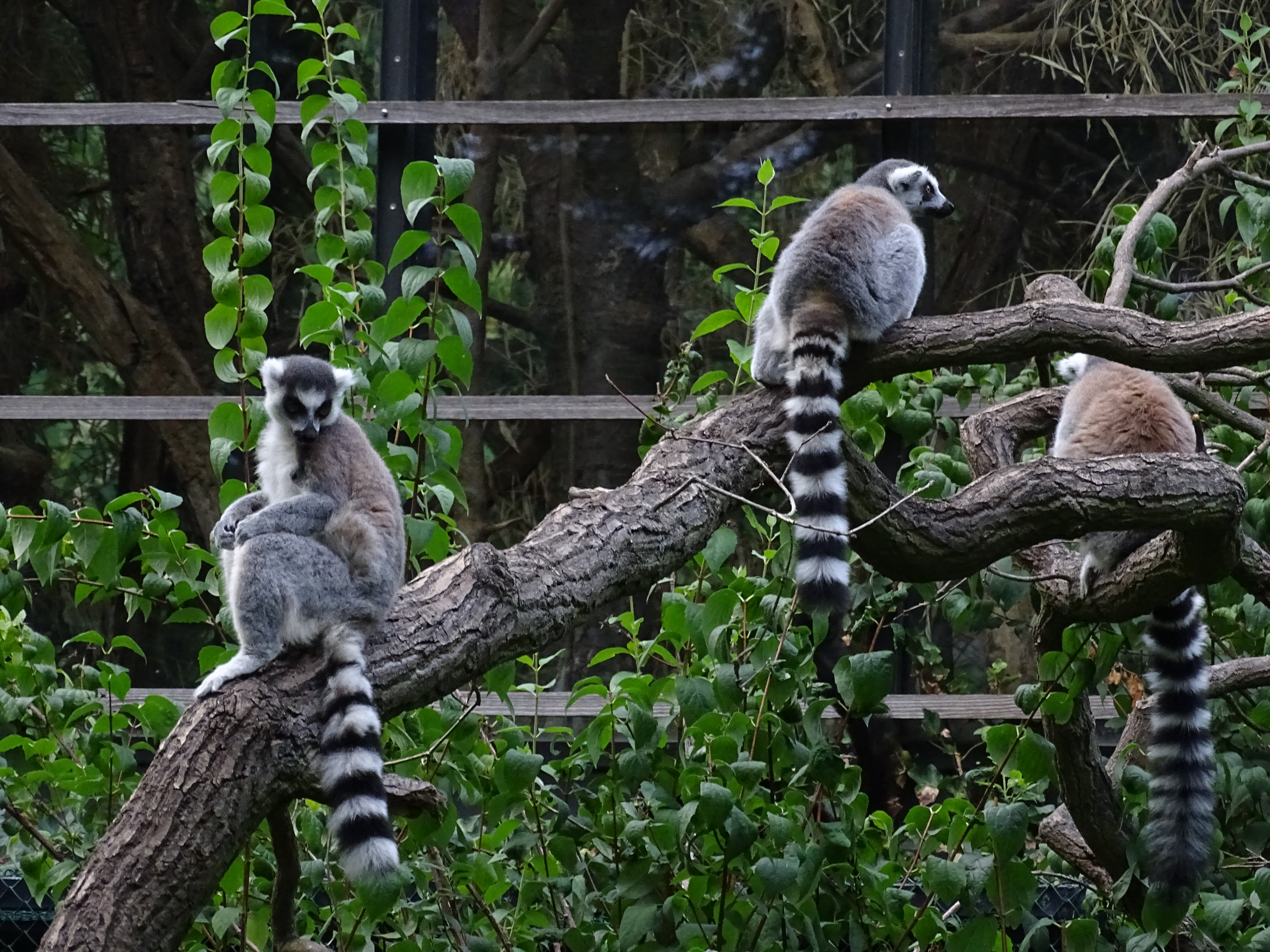
Lemuři kata v Zoo Praha
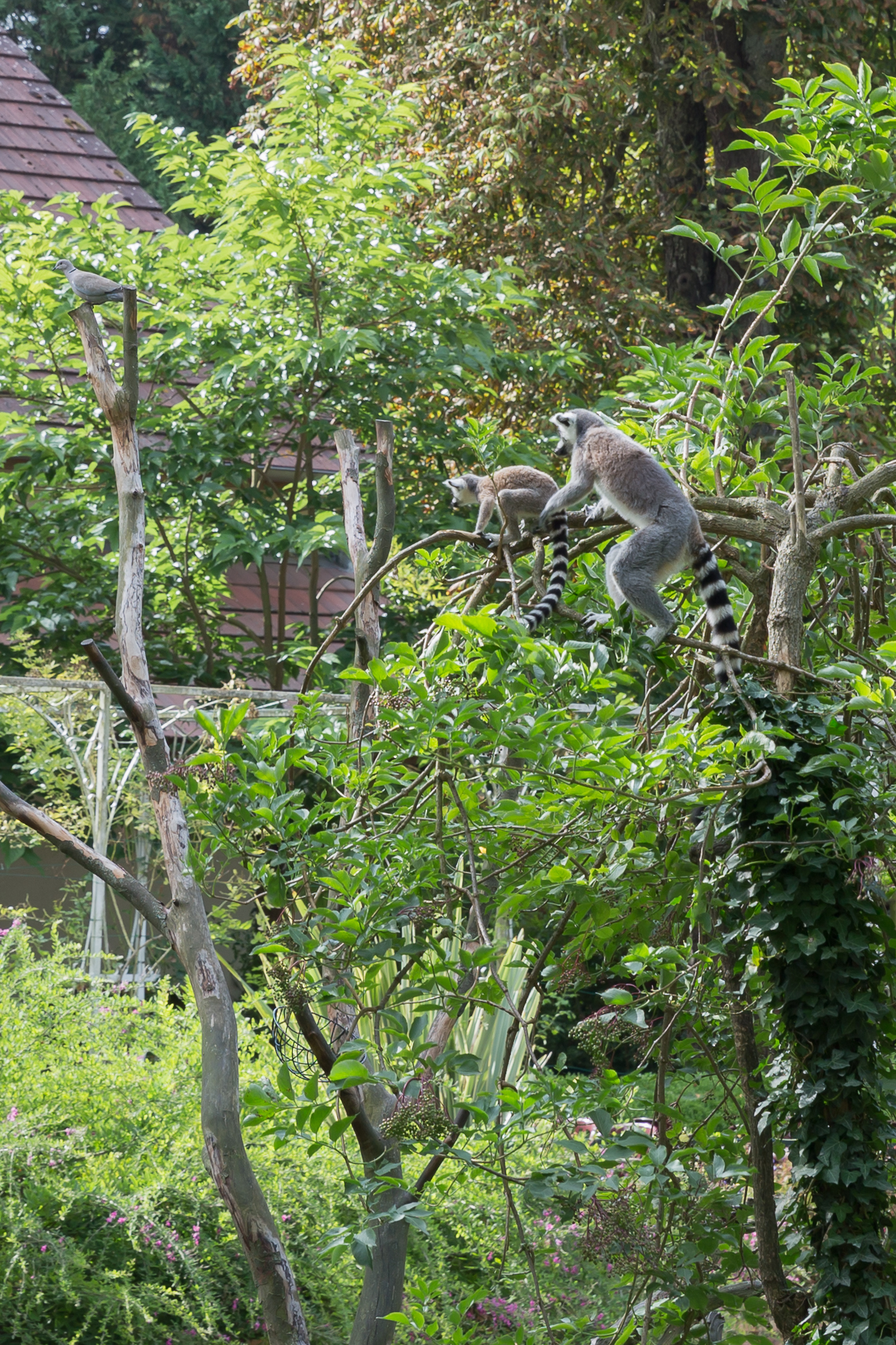
Lemuři kata na stromě